# Ilse van der Meijden
Ilse van der Meijden, född 22 oktober 1988 i Baarn, är en nederländsk vattenpolomålvakt. Hon ingick i Nederländernas landslag vid olympiska sommarspelen 2008.
Ilse van der Meijden tog OS-guld i damernas vattenpoloturnering i samband med de olympiska vattenpolotävlingarna 2008 i Peking. Hon deltog i EM år 2010 där Nederländerna slutade som trea.